# Spojenec
Spojenec (v anglickém originále Inside Man) je americký kriminální dramatický film z roku 2006. Natočil jej režisér Spike Lee podle scénáře Russella Gewirtze. Hlavní role ztvárnili Denzel Washington, Clive Owen, Jodie Fosterová, Christopher Plummer a Willem Dafoe. Společnost Universal snímek premiérovala 24. března 2006. Do českých kin byl uveden společností Bontonfilm 30. března téhož roku.

## Obsazení
| Denzel Washington   | detektiv Keith Frazier                         |
| Clive Owen          | Dalton Russell, bankovní lupič                 |
| Jodie Fosterová     | Madeleine Whiteová, právnička                  |
| Christopher Plummer | Arthur Case, bankéř                            |
| Willem Dafoe        | kapitán John Darius, velitel zásahové jednotky |
| Chiwetel Ejiofor    | detektiv Bill Mitchell                         |
| Carlos Andrés Goméz | Steve, lupič                                   |
| Kim Directorová     | Stevie, lupička                                |
| James Ransone       | Steve-O, lupič                                 |

## Přijetí
Spojenec se o svém premiérovém víkendu na americkém trhu stal nejnavštěvovanějším filmem s téměř 29 miliony dolarů utržených na vstupném. Celkem na domácím trhu vydělal 88,5 milionů a celovětově celkem téměř 184,4 milionu dolarů.
Na základě 199 recenzí v agregátoru Rotten Tomatoes film obdržel celkové hodnocení 86 %, přes 350 tisíc hodnotících uživatelů mu průměrně dalo 85 %.
Česká filmová kritička MF Dnes Mirka Spáčilová ohodnotila film 60 procenty. A mimo jiné napsala: „[N]avenek tu není nic, co by už stokrát Hollywood neprovětral. […] Přesto přese všechno představuje Spojenec dobře odvedenou práci. Díky rafinovanému závěru mu mnohý divák dokonce odpustí, že mění časové posloupnosti. […] Film Spojenec je zkrátka šikovnou rovnicí o třech známých: starý žánrový obsah, nový filmařský obal plus módní obžaloba na téma, že hysterické Spojené státy vidí Al-Kajdu pod každým turbanem.“

## Ocenění a nominace
| Ocenění                                   | Kategorie                                          | Nominovaný        | Výsledek  |
| ----------------------------------------- | -------------------------------------------------- | ----------------- | --------- |
| African-American Film Critics Association | nejlepší film                                      |                   | 10. místo |
| BET Awards                                | nejlepší mužský herecký výkon v hlavní roli        | Denzel Washington | nominace  |
| Black Movie Awards                        | nejlepší film                                      |                   | nominace  |
| Black Movie Awards                        | nejlepší režie                                     | Spike Lee         | vítězství |
| Black Movie Awards                        | nejlepší mužský herecký výkon v hlavní roli        | Denzel Washington | nominace  |
| Black Reel Awards                         | nejlepší film                                      |                   | nominace  |
| Black Reel Awards                         | nejlepší režie                                     | Spike Lee         | vítězství |
| Black Reel Awards                         | nejlepší skladatel                                 | Terence Blanchard | nominace  |
| Black Reel Awards                         | nejlepší mužský herecký výkon v hlavní roli        | Denzel Washington | nominace  |
| Central Ohio Film Critics Association     | herec roku                                         | Clive Owen        | vítězství |
| Empire Awards                             | nejlepší thriller                                  |                   | nominace  |
| NAACP Image Awards                        | nejlepší režie (film, TV film)                     | Spike Lee         | vítězství |
| NAACP Image Awards                        | nejlepší mužský herecký výkon v hlavní roli (film) | Denzel Washington | nominace  |